# Перуц, Макс
Макс Фердинанд Пе́руц (нем. Max Ferdinand Perutz; 19 мая 1914, Вена — 6 февраля 2002, Кембридж) — английский биохимик австрийского происхождения, специализировавшийся в области молекулярной биологии. Лауреат Нобелевской премии 1962 года.
Член Лондонского королевского общества (1954). Член Американской академии искусств и наук (1963), Национальной академии наук США (1970), член Австрийской академии наук (1963), Папской академии наук (1981) и многих научных обществ.

## Биография
Родился в еврейской семье. Отец — Гуго Перуц (сефардского происхождения), мать — Адель Гольдшмидт. Учился в Венском университете (1932—1936), затем переехал в Кембридж (Великобритания), где работал над диссертацией в Кавендишской лаборатории под руководством Джона Бернала и Уильяма Брэгга. Степень доктора философии (PhD.) присвоена в 1940 году за выполнение работы по исследованию гемоглобина. В 1942 году женился, а в 1944 и 1949 годах стал отцом двоих детей, которые впоследствии также делали карьеру в науке (Вивьен — искусствовед, Робин Перуц — профессор химии).
Во время Второй мировой войны вместе с другими лицами немецкого и австрийского происхождения по приказанию У. Черчилля был выслан в Канаду. Впоследствии как специалист-кристаллограф участвовал в секретных проектах по созданию в Атлантическом океане плавучей военно-воздушной базы на основе пайкерита и после войны некоторое время продолжал работы в области гляциологии.
Руководил группой молекулярной биологии Медицинского научно-исследовательского совета (1947—1962). В 1962—1976 годах — заведующий лабораторией молекулярной биологии Кембриджского университета. В 1950-х годах усовершенствовал метод рентгеноструктурного анализа дифракции, наблюдаемой на белковых кристаллах, применив кристаллизацию в присутствии солей тяжёлых металлов. Это позволило впервые в мире получить данные о пространственной структуре белка, в качестве которого Перуц применил гемоглобин. За эту работу вместе с Джоном Кендрю был удостоен Нобелевской премии по химии в 1962 году. Впоследствии метод Перуца был применён к анализу структуры десятков тысяч других белков. В 1980-х годах Перуц заложил основы анализа взаимодействия белков с низкомолекулярными соединениями, на которых теперь строят дизайн лекарственных препаратов в фармацевтической индустрии.
С конца 1950-х годов Перуц продолжал изучение функционирования гемоглобина, добиваясь определения особенностей структуры молекулы в отсутствие и в присутствии кислорода. К 1970-м годам эта задача в принципе была решена, но понадобилось ещё двадцать лет, чтобы проверить и уточнить выводы о молекулярном механизме активности гемоглобина. Кроме того, Перуц исследовал структурные особенности гемоглобина при патологиях. Он рассчитывал, что гемоглобин может быть использован как рецептор для лекарственных препаратов и что будут найдены способы изменения его структуры при генетических мутациях, например при серповидноклеточной анемии. Перуц также интересовался изменениями структуры гемоглобина в эволюции, а в последние годы жизни — изменениями структуры белков при болезни Хантингтона и других нейродегенеративных заболеваниях.

## Награды и отличия
- Мемориальные лекции Вейцмана (1961)
- Нобелевская премия по химии «за исследования структуры глобулярных белков» (1962; совместно с Дж. Кендрю)[10]
- Медаль Вильгельма Экснера (1967)
- FEBS Sir Hans Krebs Medal[англ.] (1968, первый удостоенный)
- Королевская медаль (1971)
- Медаль Копли (1979)
- Шрёдингеровская лекция (Имперский колледж Лондона) (1994)

## Основные работы
Основные работы Перуца по изучению структуры белков с помощью усовершенствованного им метода рентгеноструктурного анализа. Впервые расшифровал пространственное строение молекулы гемоглобина.
- в рус. пер.— Молекула гемоглобина, в кн.: Молекулы и клетки, М., 1966, с. 7—29.
- 1962. Proteins and Nucleic Acids: Structure and Function.Amsterdam and London. Elsevier
- 1990. Mechanisms of Cooperativity and Allosteric Regulation in Proteins. Cambridge. Cambridge University Press, ISBN 0-521-38648-9
- 1992. Protein Structure : New Approaches to Disease and Therapy. New York. Freeman (ISBN 0-7167-7021-0)

## Публицистика
Перуц критиковал теории Поппера, Куна и Докинза. Он считал, что взгляды Поппера на развитие науки как на процесс генерирования и опровержения гипотез неверны и что гипотезы не всегда являются необходимыми для научных исследований. По мнению Перуца, теория парадигм Куна также ложна. Докинза и других учёных, занимающих позиции воинствующего атеизма, Перуц упрекал в бестактности и подрыве репутации науки, утверждая, что «даже если мы не верим в Бога, нам следует жить так, как если бы он был».
После террористических актов 11 сентября 2001 года Перуц, выступая против применения военной силы, писал британскому премьер-министру Тони Блэру:

Я встревожен призывами американцев к мести и озабочен тем, что возмездие президента Буша приведёт к гибели ещё тысяч невинных людей, возбуждая во всем мире эскалацию террора и контртеррора. Я очень надеюсь, что Вы сможете употребить Ваше сдерживающее влияние для предотвращения такого хода событий.Оригинальный текст (англ.)I am alarmed by the American cries for vengeance and concerned that President Bush's retaliation will lead to the death of thousands more innocent people, driving us into a world of escalating terror and counter-terror. I do hope that you can use your restraining influence to prevent this happening.
— Дж.Ферри. Макс Перуц и секрет жизни.
- 1989. Is Science Necessary? Essays on science and scientists . London. Barrie and Jenkins. ISBN 0-7126-2123-7
- 1997. Science is Not a Quiet Life : Unravelling the Atomic Mechanism of Haemoglobin.Singapore. World Scientific. ISBN 981-02-3057-5
- 2002. I Wish I’d Made You Angry Earlier.Cold Spring Harbor, New York. Cold Spring Harbor Laboratory Press. ISBN 0-87-969674-5
- 2009. What a Time I Am Having: Selected Letters of Max Perutz edited by Vivien Perutz. Cold Spring Harbor, New York. Cold Spring Harbor Laboratory Press. ISBN 978-08769844-5